# 145 (число)
145 (Сто со́рок п'ять) — натуральне число між  144 та  146.
- 145 день в році — 25 травня (в високосний рік — 24 травня)

## У математиці
- Третій (з чотирьох) факторіон: 145 = 1! + 4! + 5! (сума факторіалів своїх цифр у десятковому запису).
- {\displaystyle 3^{4}+4^{3}} —  число Лейланда
- * {\displaystyle 145=12^{2}+1^{2}=8^{2}+9^{2}}.
- 146 — є  парним складене тризначним числом.
- Сума цифр цього числа — 11
- Добуток цифр цього числа — 24
- Квадрат числа 146 — 21 316
- 49-те напівпросте число [1]

## В інших галузях
- 145 рік.
- 145 до н. е.
- (145) Адеона — астероїд  головного поясу.
- 145 місце у світі посідає  Гамбія за чисельністю населення (2019).
- NGC 145 — галактика в сузір'ї Кит.
- ASCII-код символу «æ»

## Римський запис
Поряд з правильним написанням «CXLV» зустрічається також неправильне написання «CVL».